# Spanningsbron

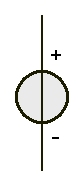
Schematische weergave van een spanningsbron

Een spanningsbron is een elektrische of elektronische schakeling die een elektrische spanning afgeeft waarvan de grootte bij het aansluiten van een elektrische belasting niet afneemt. Met andere woorden, als er een stroom gaat lopen blijft de spanning tussen de twee aansluitpunten van de spanningsbron gelijk. De stroomsterkte die de spanningsbron levert, wordt bepaald door de aangesloten belasting. 
In de praktijk noemt men een aansluiting of apparaat dat de ideale spanningsbron min of meer benadert, ook wel spanningsbron. Voorbeelden daarvan zijn het lichtnet, een batterij, een accu, een dynamo en een gestabiliseerde voeding voor een elektronisch apparaat.
Onderscheiden worden wisselspanning en gelijkspanning. Bij wisselspanning wordt met gelijk blijven van de spanning in dit verband bedoeld dat de amplitude gelijk blijft.

## Interne weerstand en klemspanning
Een spanningsbron is vooral bedoeld om elektrische spanning te leveren, maar omdat er door een aangesloten apparaat stroom loopt, zal er door de spanningsbron ook stroom lopen. De spanningsbron heeft zelf een interne weerstand Ri. De spanning die over deze interne weerstand staat is volgens de wet van Ohm gelijk aan U = I × Ri. Van de totale spanning (bronspanning) die de spanningsbron kan leveren wordt dus een (klein) deel gebruikt om de inwendige weerstand van de spanningsbron te overwinnen. Het potentiaalverschil dat men meet op de aansluitpolen van de belaste spanningsbron wordt de klemspanning genoemd. De klemspanning is altijd kleiner dan de bronspanning:
Uklem = Ubron  −  I × Ri.